# Liolaemus gracilis
Liolaemus gracilis — вид ігуаноподібних ящірок родини Liolaemidae. Ендемік Аргентини.

## Поширення і екологія
Liolaemus gracilis широко пошимрені в центральній частині Аргентини, на схід від Анд. Вони живуть в помірних чагарникових заростях. Зустрічаються на висоті до 1380 м над рівнем моря. Відкладають яйця.